# Banda Beijo
Banda Beijo ist eine brasilianische Axé-Band aus Bahia.

## Geschichte
Banda Beijo wurde als Karnevalsblock, dem Bloco Beijo, 1988 gegründet. Damaliger Frontsänger war Netinho, eigentlich Ernesto de Souza Andrade Junior (* 12. Juli 1966 in Santo Antônio de Jesus/Bundesstaat Bahia). Ursprünglich als Axé-Band konzipiert, verwendet Banda Beijo auch Stilelemente von Künstlern wie Tim Maia oder The Police. 1992 stieg Netinho aus der Band aus und begann mit Polygram/Universal Music eine Karriere als Solokünstler. Mehrere Jahre kam es zu einem Rechtsstreit zwischen der Gruppe und ihrem Vermarkter, so dass der Name Banda Beijo sechs Jahre lang nicht verwendet werden durfte. 1998 kam es bei Banda Beijo zu einer neuen Formation mit der Sängerin Gil, eigentlich Gilmelândia Palmeira dos Santos. Gil verließ die Band 2002, um ebenfalls eine Solokarriere zu beginnen. 2009 stieß Levi Alvim zu der Gruppe und hatte mit dem Lied Senha aus dem Album Procurando Beijo großen Erfolg. Weitere bekannte Lieder sind unter anderen Peraê und Badameiro.

## Diskografie
- Prove Beijo (1988)
- Sem Repressão (1989)
- Beijo (1990)
- Badameiro (1991)
- Axé Music (1992)
- Banda Beijo Ao Vivo (1998)
- Meu Nome é Gil (1999)
- Apaixonada (2000)
- Procurando Beijo (2009)